# Salesianische Jugendbewegung
Die Salesianische Jugendbewegung (SJB) ist eine Geistliche Gemeinschaft in der katholischen Kirche und Teil der Don-Bosco-Familie.

## Geschichte
Die Salesianische Jugendbewegung wurde 1988 gegründet, im 100. Todesjahr von Hl. Johannes Bosco (Don Bosco), dem Gründer und Vater der Don-Bosco-Familie. Ihre Spiritualität geht zurück auf den Hl. Franz von Sales (Salesianische Jugendspiritualität).
Wenn auch für den damaligen Don Bosco eine Jugendbewegung im heutigen Sinn vermutlich unvorstellbar war, so geht doch das Charisma der Salesianischen Jugendbewegung auf ihn zurück: Da ist einmal seine Vorstellung von Erziehung, heute Präventivsystem genannt, die in der Gründung von Oratorien mündete. Außerdem war er schon zu Lebzeiten Initiator verschiedener christlicher Jugendgruppen (ital. compagnie), in denen die Jugendlichen selbst von sich aus aktiv waren. Diese Gruppen verbreiteten sich auf der ganzen Welt und hatten bis in die 1960er-Jahre Bestand. Nach dem Zweiten Vatikanischen Konzil suchten die Salesianer Don Boscos und die Don-Bosco-Schwestern nach modernen Ausdrucksformen dieser Spiritualität, die – begründet auf dem Evangelium und geleitet von Verstand – den Jugendlichen zu dieser Zeit entsprechen sollten. Es entstanden Gruppen und Vereinigungen, die in den frühen 1980er-Jahren zur Salesianischen Jugendbewegung zusammengefasst wurden, welche bis heute aus einer Vielzahl von einzelnen, teilweise national, teilweise international tätigen Organisationen besteht.
Als Geistliche Gemeinschaft ist sie in der katholischen Kirche anerkannt.

## Präsenz in Österreich
Die Salesianische Jugendbewegung Österreich ist eine Gemeinschaft von Jugendlichen und jungen Erwachsenen, die sich in und bei verschiedenen salesianischen Gruppierungen, Werken, Projekten und Aktivitäten engagieren. Dabei stehen verschiedene Angebote zur Verfügung, um sich zu begegnen, auszutauschen, weiterzubilden, spirituell zu vertiefen und miteinander zu feiern. Das Miteinander ist geprägt von der Salesianischen Jugendspiritualität und der Pädagogik Don Boscos. Gemeinsames Motto ist dabei „Freude verbindet“.

### Wer gehört zur Salesianische Jugendbewegung?
- Jugendliche und junge Erwachsene im Alter von ca. 16–35 Jahren
- Engagiert bei salesianischen Aufgaben (bspw. Confronto, Animatoren, Pfarrjugend, Volontariat, …)
- Interessierte an der salesianischen Jugendbewegung

### Großprojekte der vergangenen Jahre
- 2021: Musical Einbahnstraße[1]
- 2020: Act Now! Umweltprojekt[2]